# 트로마 엔터테인먼트
트로마 엔터테인먼트(Troma Entertainment)는 미국의 영화 배급, 영화 제작사이다. 1974년에 창립되었으며 미국 뉴욕에 본사를 두고 있다. 저예산으로 특색 있는 공포 영화를 만드는 제작사 중 하나로 알려져 있다.

## 배급 영화
- 누크족 시리즈
  - 누크족 (1986)
  - 누크족 2 (1991)
  - 누크족 3 (1994)
  - 리턴 투 누크 뎀 하이 볼륨 1 (2013)

- 톡식 어벤저 시리즈
  - 톡식 어벤저 (1984)
  - 톡식 어벤저 2 (1989)
  - 톡식 어벤저 3 (1989)
  - 톡식 어벤저 4 (2000)

- 우주 좀비 (1969)
- 아빠의 치명적 애인 (1973)
- 매드 도그 모건 (1976)
- 피를 빠는 변태들 (1976)
- 마더스 데이 (1980)
- 더 퍼스트 턴온! (1983)
- 광란의 깐느 (1982)
- 나이트비스트 (1982)
- 공포의 실로폰 (1986)
- 레드넥 좀비스 (1987)
- 광란 25시 (1988)
- 트로마스 워 (1988)
- 미녀 결사대 (1989)
- 슈퍼히어로 (Sgt. Kabukiman N.Y.P.D.; 1990)
- 카니발 더 뮤지컬 (1993)
- 킬러 콘돔 (1996)
- 트로미오와 줄리엣 (1996)
- 엽기 영화 공장 (1999)
- 폴트리가이스트 (2006)
- 파더스 데이 (2011)